# Mohit Randeria
Mohit Randeria (* 9. März 1958 in New Delhi) ist ein indischer  theoretischer Festkörperphysiker und Hochschullehrer an der Ohio State University.
Randeria studierte 1975 bis 1980 (Bachelor-Abschluss) Elektrotechnik am Indian Institute of Technology in New Delhi und am California Institute of Technology, an dem er 1982 einen Master-Abschluss in Physik erhielt. Ab 1984 studierte er an der Cornell University und wurde dort 1987 bei James P. Sethna in Physik promoviert. Als Post-Doktorand war er an der University of Illinois at Urbana-Champaign bei Anthony James Leggett. 1989 bis 1991 war er an der State University of New York, 1991 bis 1995 am Argonne National Laboratory und 1995 bis 2005 am Tata Institute of Fundamental Research. 2004 wurde er Professor an der Ohio State University.
Er befasst sich besonders mit Hochtemperatursupraleitern und ultrakalten atomaren Gasen (Übergang BCS-Theorie zu Bose-Einstein-Kondensaten, optische Gitter).
2002 erhielt er den Shanti-Swarup-Bhatnagar-Preis und den ICTP-Preis und 2022 den  John Bardeen Prize. Er ist Fellow der American Physical Society (2008).

## Schriften (Auswahl)
- mit J. M. Duan, L. Y. Shieh: Bound states, Cooper pairing, and Bose condensation in two dimensions, Phys. Rev. Lett., Band 62, 1989, S. 981
- mit J. M. Duan, L. Y. Shieh: Superconductivity in a two-dimensional Fermi gas: Evolution from Cooper pairing to Bose condensation, Phys. Rev. B, Band 41, 1990, S. 327
- mit C. A. R. Sá de Melo, J. R. Engelbrecht: Crossover from BCS to Bose superconductivity: Transition temperature and time-dependent Ginzburg-Landau theory, Phys. Rev. Lett., Band 71, 1993, S. 3202
- mit H. Ding u. a.: Spectroscopic evidence for a pseudogap in the normal state of underdoped high-Tc superconductors Nature, Band 382, 1996, S. 51
- mit J. R. Engelbrecht, C. A. R. Sá de Melo: BCS to Bose crossover: Broken-symmetry state, Phys. Rev. B, Band 55, 1997, S. 15153
- mit M. R. Norman u. a.: Destruction of the Fermi surface in underdoped high Tc superconductors, Nature, Band 392, 1998, S. 157
- mit Philip Warren Anderson, Patrick A. Lee, T. M. Rice, N. Trivedi, F. C. Zhang: The physics behind high-temperature superconducting cuprates: the "plain vanilla" version of RVB, Journal of Physics: Condensed Matter, Band 16, 2004, S. R755
- mit A. Kanigel u. a.: Evolution of the pseudogap from Fermi arcs to the nodal liquid, Nature Physics, Band 2, 2006, S. 447–451
- Ultracold Fermi gases: Pre-pairing for condensation, Nature Physics, Band 6, 2010, S. 561–562.
- mit Edward Taylor: BCS-BEC Crossover and the Unitary Fermi Gas, Annual Review of Condensed Matter Physics, Band  5, 2014, S. 209–232. Arxiv